# خوسيه أوريليو سواريز
خوسيه أوريليو سواريز (بالإسبانية: José Aurelio Suárez)‏ (18 ديسمبر 1995 بخيخون في إسبانيا - ) هو لاعب كرة قدم إسباني في مركز حراسة المرمى. لعب مع نادي برشلونة ب ونادي برشلونة.

## وصلات خارجية
- خوسيه أوريليو سواريز على موقع الاتحاد الأوربي (الإنجليزية)
- خوسيه أوريليو سواريز على موقع رابطة كرة القدم اليابانية للمحترفين (اليابانية)
- خوسيه أوريليو سواريز على موقع قاعدة بيانات كرة القدم.إي يو (الإنجليزية)
- خوسيه أوريليو سواريز على موقع Soccerbase.com (لاعب) (الإنجليزية)
- خوسيه أوريليو سواريز على موقع Soccerway.com (الإنجليزية)
- خوسيه أوريليو سواريز على موقع عالم كرة القدم.نت (الإنجليزية)
- خوسيه أوريليو سواريز على موقع AS.com (الإسبانية)